# Castelo de São Jorge

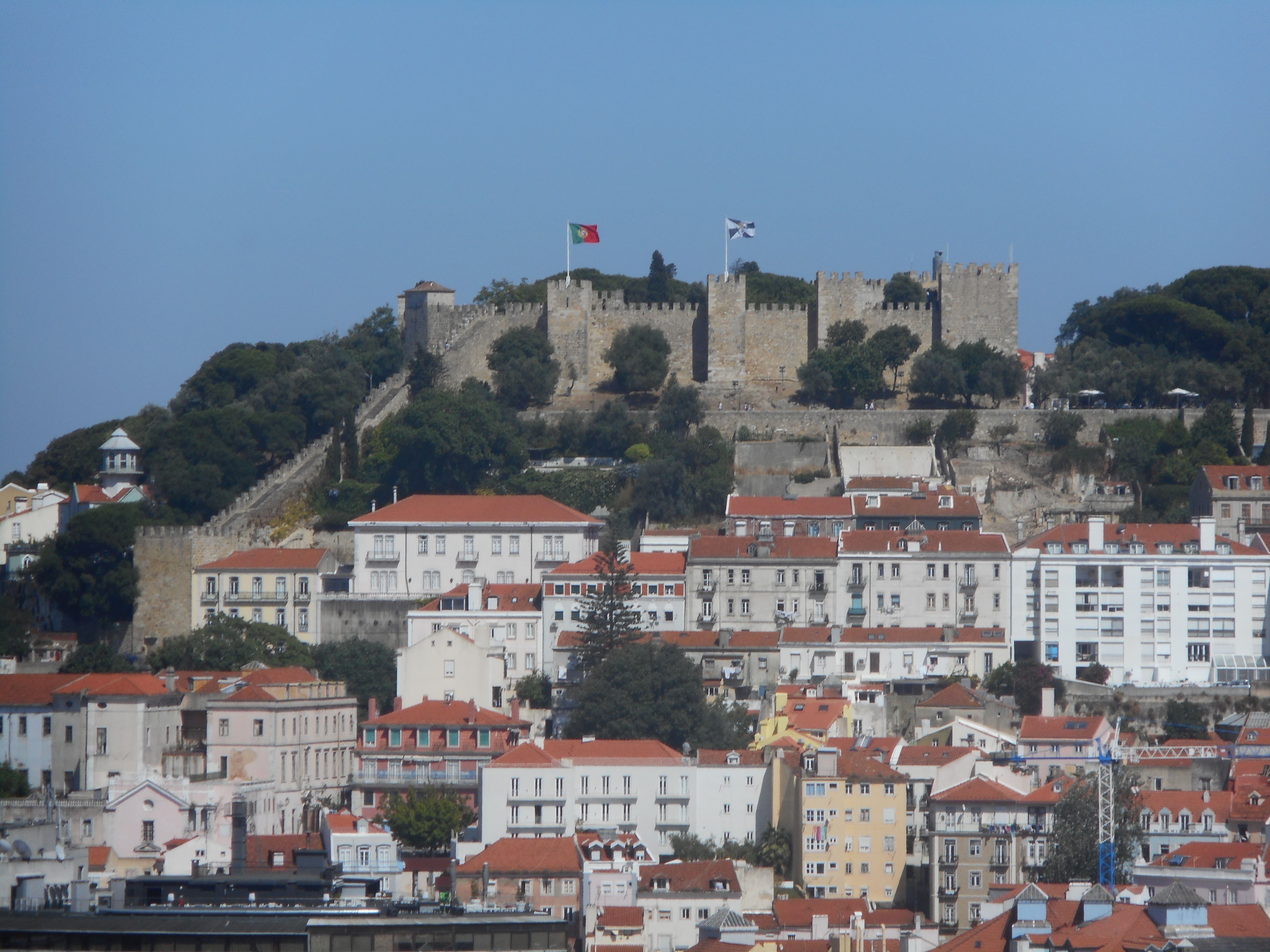
De burcht van São Jorge vanaf miradouro São Pedro de Alcântara.

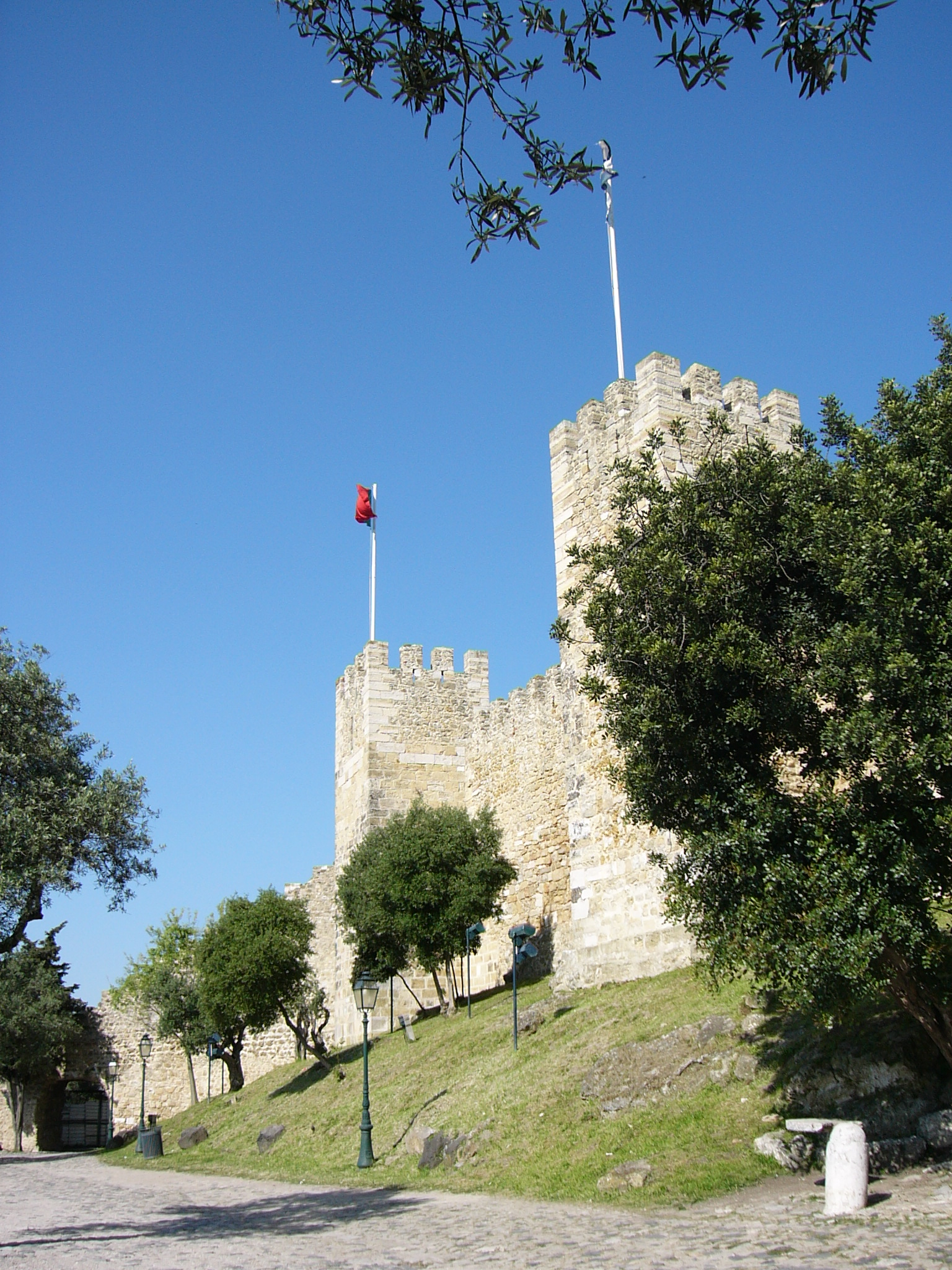
Afbeelding van de burcht van São Jorge van dichtbij.

Het Castelo de São Jorge of het Kasteel van Sint Joris is het bekendste kasteel van Lissabon. Het ligt op de hoogste heuvel van de stad en kijkt uit over de brede Taag (Rio Tejo). Het is een van de bekendste toeristische attracties van Lissabon. De fundamenten van het kasteel stammen al uit de 6e eeuw voor Christus. In 1147 werd het kasteel tijdens het Beleg van Lissabon op de Moren veroverd.
Vanaf de burcht heeft men een weids uitzicht over de stad.

## Geschiedenis

### Oorsprong
De eerste versterkingen op deze heuveltop dateren uit de tweede eeuw voor Christus maar archeologisch onderzoek heeft aangetoond dat hier al mensen woonden in de zesde eeuw voor Christus en mogelijk zelfs eerder. De heuvel werd gebruikt door lokale Keltische en Iberische stammen maar ook andere volkeren (Feniciërs, Grieken en Carthagen) lieten er hun sporen na. Later vestigden er zich Romeinen, Sueben, Visigoten en Moren op de plaats waar nu het kasteel staat.

### Middeleeuwen
Tijdens de zogenaamde Reconquista werd het kasteel en de stad Lissabon heroverd op de Moren. Dat gebeurde tijdens de Tweede Kruistocht, door koning Alfonso Henriques met de hulp van Noord-Europese kruisvaarders. Het Beleg van Lissabon, dat plaatsvond in 1147, was trouwens het enige wapenfeit van deze mislukte kruistocht. Volgens de legende zou de ridder Martim Moniz tijdens de gevechten hebben gemerkt dat de poort van het kasteel geopend was. Hij gooide zichzelf in de kier en zorgde ervoor dat de andere christelijke soldaten konden binnenvallen. In het kasteel staat een standbeeld voor Martim Moniz.
Het kasteel stelde Lissabon in staat zich te verdedigen tegen de Moren tijdens de laatste jaren van de twaalfde eeuw. In 1255 werd Lissabon de hoofdstad van het koninkrijk en werd het kasteel omgevormd tot koninklijk paleis, het zogenaamde Alcáçova. Rond 1300 liet koning Dinis I het grondig renoveren.
In 1373 liet koning Ferdinand I een nieuwe stadsmuur bouwen rond Lissabon ter vervanging van de oude Moorse muren. Het duurde amper twee jaar om de muur, die Cerca Nova of Fernandina werd genoemd, op te trekken. Ze had een lengte van 5400 meter en telde 77 torens. Slechts een paar stukken bleven bewaard. Het kasteel en de stad slaagden erin het Castiliaanse leger af te slaan in 1373 en in 1383.
Rond die periode, aan het einde van de 14de eeuw, werd het kasteel gewijd aan Sint-Joris door João I die getrouwd was met de Engelse prinses Philippa van Lancaster. Sint-Joris, die meestal wordt afgebeeld terwijl hij een draak bevecht, is populair in beide landen.
Van de 14de tot aan het begin van de 16de eeuw deed een van de torens (the Torre de Ulisses of Torre Albarrã) dienst als koninklijk archief. Om die reden worden de Nationale Archieven van Portugal nog steeds de Torre do Tombo (Toren van het Archief) genoemd. Bekende geschiedschrijvers als Fernão Lopes en Damião de Góis werkten hier.
Als koninklijk paleis was het kasteel het toneel van de receptie voor Vasco da Gama toen die terugkeerde uit India. Koning Manuel I ontving hem hier in 1498 als nationale held. Het was ook hier dat de beginnende toneelschrijver Gil Vicente in 1502 voor het eerst zijn Monólogo do Vaqueiro opvoerde ter ere van Manuel I's zoon en opvolger, João III.

### Moderne tijd
Aan het begin van de 16de eeuw verloor het Kasteel van Sint-Joris aan belang omdat Manuel I een nieuw paleis liet optrekken aan de Taag. Het zogenaamde Ribeira Paleis stond op de plaats van het huidige Praça do Comércio maar werd beschadigd bij een aardbeving in 1531. In 1569 gaf Sebastiao I of Portugal de opdracht de koninklijke appartementen in het Kasteel van Sint-Joris opnieuw in te richten omdat hij van plan was daar in te trekken. Het project werd nooit beëindigd omdat Portugal werd geconfronteerd met een opvolgingscrisis. Tijdens de Iberische Unie (1580 tot 1640), waarbij Spanje heerste over Portugal, deed het kasteel dienst als legerkazerne en gevangenis.
De zware aardbeving van 1755 bracht het kasteel grote schade toe en zorgde voor verder verval. In 1788 werd, als direct gevolg van de aardbeving, een observatorium ingericht boven op een van de kasteeltorens. Die staat nog steeds bekend als de Torre do Observatório.
Van 1780 tot 1807 was Casa Pia gevestigd in de citadel. Deze liefdadigheidsinstelling stond in voor de opleiding van arme kinderen.
In de jaren 40 kwam een einde aan het verval van het kasteel en werd een grondige renovatie ingezet. De meeste structuren die later werden toegevoegd, werden afgebroken. Het kasteel werd een van de belangrijkste trekpleisters van Lissabon, bekend om het prachtige uitzicht over de stad.